# Cantors reuzenweekschildpad
Cantors reuzenweekschildpad (Pelochelys cantorii) is de grootste soort schildpad uit de familie weekschildpadden (Trionychidae).  De soort werd voor het eerst wetenschappelijk beschreven door John Edward Gray in 1864. Later werd de wetenschappelijke naam Pelochelys cantoris gebruikt. De soortaanduiding cantorii is een eerbetoon aan de Deense bioloog Theodore Edward Cantor.

## Uiterlijke kenmerken
Hoewel lang niet ieder exemplaar zo groot wordt, kan het schild alleen al twee meter lang worden en dit is zelfs voor weekschildpadden erg groot. De enige andere soort uit het geslacht Pelochelys wordt ook reuzenschildpad genoemd, maar blijft de helft kleiner en wordt niet langer dan een meter. Het schild is zeer flexibel, rond van vorm en opmerkelijk plat. Ook de voorpoten zijn plat en peddelachtig, de achterpoten zitten verstopt onder het enorme, rubber-achtige schild. De schildkleur is groen tot bruin, het schild heeft bij oudere dieren geen tekening; juvenielen hebben zowel op de kop als op het schild kleine, donkere vlekjes.

## Voorkomen
Cantors reuzenweekschildpad komt voor in Azië, in Bangladesh, Cambodja, China, India, Maleisië, Myanmar, Papoea-Nieuw-Guinea, Thailand en Vietnam. In Indonesië komt de soort voor in de riviervalleien van de Memberamo en de Sepikrivier en in de deelgebieden Borneo, Sumatra en westelijk Java, op de Filipijnen is de schildpad in het oosten van Luzon te vinden.
Vanwege het vrij grote verspreidingsgebied en de geïsoleerde ligging van sommige delen daarvan is het waarschijnlijk dat deze soort uit verschillende ondersoorten of zelfs soorten bestaat. Momenteel zijn er namelijk geen ondersoorten, maar anatomisch wijken sommige populaties iets van elkaar af en onderzoek zal hier in de toekomst uitsluitsel over moeten geven.

## Habitat en levenswijze
De habitat bestaat, zeker van grotere exemplaren, uit diepere, langzaam stromende wateren als rivieren en wat bredere stroompjes. De schildpad wordt vaak verder landinwaarts gevonden, maar tolereert brakwater en de soort is ook in zee waargenomen.Het voedsel bestaat voornamelijk uit dieren als vissen, amfibieën en in het water levende kreeftachtigen en andere ongewervelden, maar ook plantendelen worden wel gegeten. Zoals alle weekschildpadden is de soort zeer schuw en komt zelden uit het water.
Van deze soort is bekend dat zuurstof kan worden opgenomen met de farynx, een deel van de keel. Een dergelijk gespecialiseerde vorm van ademhaling vindt men ook bij enkele Australische soorten schildpadden, die zuurstofopnemende cellen in de cloaca hebben (bijvoorbeeld de fitzroyschildpad).
Over de voortplanting is vrijwel niets bekend vanwege de verborgen levenswijze. In de natuur zijn waarnemingen zeldzaam vanwege de verborgen levenswijze.